# Wereldkampioenschap schaatsen allround kwalificatie (Noord-Amerika & Oceanië)
Het kwalificatietoernooi voor de wereldkampioenschap schaatsen allround voor ISU-leden in Noord-Amerika en Oceanië, (officieus ook wel aangeduid als de Continentale kampioenschappen) was van 1999 tot en met 2014 een jaarlijks terugkerend allroundschaatstoernooi voor mannen en vrouwen. Het was het equivalent van het kwalificatietoernooi voor Azië en in ruimere zin van de Europese kampioenschappen schaatsen die in de periode 1999–2014 voor Europese landen eveneens het kwalificatietoernooi vormden voor de WK. Het allroundtoernooi werd voor zowel mannen als vrouwen zestien keer gehouden.
De behaalde startplaatsen werden aan een land toegekend, de nationale bonden konden besluiten een andere schaatser naar het WK af te vaardigen dan diegene die de startplaats op dit kampioenschap had verdiend.

## Mannen

### Historie medaillewinnaars
| Jaar | Plaats         | Goud             | Zilver           | Brons            |
| 1999 | Milwaukee      | Kevin Marshall   | Derek Parra      | KC Boutiette     |
| 2000 | Calgary        | Kevin Marshall   | Derek Parra      | Steven Elm       |
| 2001 | Milwaukee      | Derek Parra      | KC Boutiette     | Dustin Molicki   |
| 2002 | Sainte-Foy     | Kevin Marshall   | Jamie Ivey       | Steven Elm       |
| 2003 | Salt Lake City | Shani Davis      | Chris Callis     | KC Boutiette     |
| 2004 | Calgary        | Shani Davis      | KC Boutiette     | Chad Hedrick     |
| 2005 | Salt Lake City | Shani Davis      | KC Boutiette     | Steven Elm       |
| 2006 | Calgary        | Chad Hedrick     | Arne Dankers     | Steven Elm       |
| 2007 | Milwaukee      | Chad Hedrick     | Arne Dankers     | Steven Elm       |
| 2008 | Calgary        | Shani Davis      | Steven Elm       | Trevor Marsicano |
| 2009 | Salt Lake City | Chad Hedrick     | Trevor Marsicano | Steven Elm       |
| 2010 | Calgary        | Trevor Marsicano | Jonathan Kuck    | Mathieu Giroux   |
| 2011 | Salt Lake City | Jonathan Kuck    | Brian Hansen     | Trevor Marsicano |
| 2012 | Calgary        | Jonathan Kuck    | Shane Dobbin     | Lucas Makowsky   |
| 2013 | Salt Lake City | Lucas Makowsky   | Jonathan Kuck    | Joey Mantia      |
| 2014 | Calgary        | Edwin Park       | Jordan Belchos   | Patrick Meek     |

### Medailleklassement individueel
| #  | Naam             | Goud | Zilver | Brons | Totaal |
| -- | ---------------- | ---- | ------ | ----- | ------ |
| 1  | Shani Davis      | 4    | 0      | 0     | 4      |
| 2  | Chad Hedrick     | 3    | 0      | 1     | 4      |
| 3  | Kevin Marshall   | 3    | 0      | 0     | 3      |
| 4  | Jonathan Kuck    | 2    | 2      | 0     | 4      |
| 5  | Derek Parra      | 1    | 2      | 0     | 3      |
| 6  | Trevor Marsicano | 1    | 1      | 2     | 4      |
| 7  | Lucas Makowsky   | 1    | 0      | 1     | 2      |
| 8  | Edwin Park       | 1    | 0      | 0     | 1      |
| 9  | KC Boutiette     | 0    | 3      | 2     | 5      |
| 10 | Arne Dankers     | 0    | 2      | 0     | 2      |
| 11 | Steven Elm       | 0    | 1      | 6     | 7      |
| 12 | Chris Callis     | 0    | 1      | 0     | 1      |
| 12 | Shane Dobbin     | 0    | 1      | 0     | 1      |
| 12 | Jamie Ivey       | 0    | 1      | 0     | 1      |
| 12 | Jordan Belchos   | 0    | 1      | 0     | 1      |
| 16 | Mathieu Giroux   | 0    | 0      | 1     | 1      |
| 16 | Dustin Molicki   | 0    | 0      | 1     | 1      |
| 16 | Joey Mantia      | 0    | 0      | 1     | 1      |
| 16 | Patrick Meek     | 0    | 0      | 1     | 1      |

### Medailleklassement per land
| Pos | Naam             | Goud | Zilver | Brons | Totaal |
| --- | ---------------- | ---- | ------ | ----- | ------ |
| 1   | Verenigde Staten | 12   | 10     | 7     | 29     |
| 2   | Canada           | 4    | 5      | 9     | 18     |
| 3   | Nieuw-Zeeland    | 0    | 1      | 0     | 1      |

## Vrouwen

### Historie medaillewinnaars
| Jaar | Plaats         | Goud               | Zilver             | Brons                   |
| 1999 | Milwaukee      | Jennifer Rodriguez | Cindy Overland     | Kristina Groves         |
| 2000 | Calgary        | Cindy Overland     | Cindy Klassen      | Jennifer Rodriguez      |
| 2001 | Milwaukee      | Jennifer Rodriguez | Cindy Klassen      | Kristina Groves         |
| 2002 | Sainte-Foy     | Kristina Groves    | Catherine Raney    | Ann Driscoll            |
| 2003 | Salt Lake City | Cindy Klassen      | Clara Hughes       | Kristina Groves         |
| 2004 | Calgary        | Kristina Groves    | Clara Hughes       | Catherine Raney         |
| 2005 | Salt Lake City | Cindy Klassen      | Clara Hughes       | Kristina Groves         |
| 2006 | Calgary        | Cindy Klassen      | Kristina Groves    | Catherine Raney         |
| 2007 | Milwaukee      | Kristina Groves    | Clara Hughes       | Christine Nesbitt       |
| 2008 | Calgary        | Cindy Klassen      | Christine Nesbitt  | Kristina Groves         |
| 2009 | Salt Lake City | Kristina Groves    | Brittany Schussler | Nancy Swider-Peltz, Jr. |
| 2010 | Calgary        | Kristina Groves    | Cindy Klassen      | Jilleanne Rookard       |
| 2011 | Salt Lake City | Cindy Klassen      | Jilleanne Rookard  | Brittany Schussler      |
| 2012 | Calgary        | Brittany Schussler | Jilleanne Rookard  | Cindy Klassen           |
| 2013 | Salt Lake City | Ivanie Blondin     | Brittany Schussler | Kali Christ             |
| 2014 | Calgary        | Brittany Schussler | Ivanie Blondin     | Kali Christ             |

### Medailleklassement individueel
| Pos | Naam                    | Goud | Zilver | Brons | Totaal |
| --- | ----------------------- | ---- | ------ | ----- | ------ |
| 1   | Cindy Klassen           | 5    | 3      | 1     | 9      |
| 2   | Kristina Groves         | 5    | 1      | 5     | 11     |
| 3   | Brittany Schussler      | 2    | 2      | 1     | 5      |
| 4   | Jennifer Rodriguez      | 2    | 0      | 1     | 3      |
| 5   | Cindy Overland          | 1    | 1      | 0     | 2      |
| 5   | Ivanie Blondin          | 1    | 1      | 0     | 2      |
| 7   | Clara Hughes            | 0    | 4      | 0     | 4      |
| 8   | Jilleanne Rookard       | 0    | 2      | 1     | 3      |
| 9   | Catherine Raney         | 0    | 1      | 2     | 3      |
| 10  | Christine Nesbitt       | 0    | 1      | 1     | 2      |
| 11  | Kali Christ             | 0    | 0      | 2     | 2      |
| 12  | Ann Driscoll            | 0    | 0      | 1     | 1      |
| 12  | Nancy Swider-Peltz, Jr. | 0    | 0      | 1     | 1      |

### Medailleklassement per land
| Pos | Land             | Goud | Zilver | Brons | Totaal |
| --- | ---------------- | ---- | ------ | ----- | ------ |
| 1   | Canada           | 14   | 13     | 10    | 37     |
| 2   | Verenigde Staten | 2    | 3      | 6     | 11     |

## Gecombineerd medailleklassement per land
Dit is het gecombineerde medailleklassement van mannen en vrouwen.
| Pos | Land             | Goud | Zilver | Brons | Totaal |
| --- | ---------------- | ---- | ------ | ----- | ------ |
| 1   | Canada           | 18   | 18     | 19    | 55     |
| 2   | Verenigde Staten | 14   | 13     | 13    | 40     |
| 3   | Nieuw-Zeeland    | 0    | 1      | 0     | 1      |